# 1495
Il 1495 (MCDXCV in numeri romani) è un anno  del XV secolo.

## Eventi
- La condotta troppo permissiva verso i re di Francia di Piero de' Medici segna la rivolta della città di Firenze: cacciata la stirpe medicea viene instaurata una repubblica ispirata alle idee di Savonarola.
- 22 febbraio – Carlo VIII conquista Napoli, strappandola agli Aragonesi.
- L'arrivo dei soldati francesi a Napoli segna la prima epidemia di mal francese, cioè di sifilide, nella città partenopea.
- 11 giugno - 24 settembre – Assedio di Novara: I Francesi cingono d'assedio la città di Novara, ma sono costretti alla ritirata dal contrattacco della Lega italica.
- 28 giugno – Battaglia di Seminara: Nei pressi di Seminara, si affrontano la guarnigione francese nell'Italia meridionale appena conquistata e le forze alleate spagnole e napoletane che volevano riconquistare questi territori.
- 6 luglio – Battaglia di Fornovo: In una battaglia dall'esito incerto, si affrontano l'esercito di Carlo VIII di Francia - composto da francesi, mercenari svizzeri e un nutrito contingente di italiani - e quello della lega italica, formato dagli eserciti di Milano e Venezia.
- 9 ottobre – Con la Pace di Vercelli, termina la Prima guerra d'Italia tra Francesi e Aragonesi.
- Venezia – Invenzione della contabilità a partita doppia.
- Si riunisce la Dieta di Worms in Germania.

## Nati

### Gennaio
- 25 gennaio - Gian Giacomo Medici, condottiero italiano († 1555)

### Febbraio
- 4 febbraio - Francesco II Sforza, storico italiano († 1535)
- 13 febbraio - Giacomo Puteo, cardinale e arcivescovo cattolico italiano († 1563)

### Marzo
- 6 marzo - Luigi Alamanni, poeta italiano († 1556)
- 8 marzo - Giovanni di Dio, religioso spagnolo († 1550)
- 26 marzo - Michele Antonio di Saluzzo, generale italiano († 1528)
- 29 marzo - Leonhard Paminger, compositore austriaco († 1567)

### Aprile
- 16 aprile - Pietro Apiano, astronomo, matematico e cartografo tedesco († 1552)

### Luglio
- 5 luglio - Filippo Archinto, arcivescovo cattolico italiano († 1558)

### Agosto
- 1º agosto - Jan van Scorel, pittore olandese († 1562)
- 24 agosto - Ottone I di Brunswick-Harburg, nobile tedesco († 1549)

### Settembre
- 5 settembre - Giovanni Agostino Abate, storico italiano
- 18 settembre - Ludovico X di Baviera, duca († 1545)
- 24 settembre - Barbara di Brandeburgo-Ansbach-Kulmbach, nobildonna tedesca († 1552)

### Novembre
- 1º novembre - Erhard Schnepf, teologo tedesco († 1558)
- 21 novembre - John Bale, vescovo cattolico, drammaturgo e storico inglese († 1563)

### Senza giorno specificato
- Costanza Rangoni, nobildonna italiana († 1567)
- Françoise de Foix, nobildonna francese († 1537)
- Jacone, pittore italiano († 1554)
- Matteo da Bascio, religioso italiano († 1552)
- Pascual de Andagoya, condottiero spagnolo († 1548)
- Claude d'Annebault, generale francese († 1552)
- Giorgio Aportano, umanista tedesco († 1530)
- Robert Barnes, religioso e teologo britannico († 1540)
- Marcin Bielski, scrittore, storico e drammaturgo polacco († 1575)
- Francesco Brea, pittore italiano († 1562)
- Giovanni Cambiaso, pittore italiano († 1579)
- Ottaviano Cane, pittore italiano († 1576)
- William Carey, nobile britannico († 1527)
- Silvio Cosini, scultore italiano
- Giovanni Filippo Criscuolo, pittore italiano
- Cesare Cybo, arcivescovo cattolico italiano († 1552)
- Francesco Dattaro, architetto italiano († 1576)
- Antonio de Mendoza, politico e cavaliere medievale spagnolo († 1552)
- Raffaellino del Colle, pittore italiano († 1566)
- Girolamo Doria, cardinale italiano († 1558)
- Miguel de Estete, scrittore e esploratore spagnolo
- Mary Fiennes, nobildonna inglese († 1531)
- Benedetto Fontanini, religioso italiano († 1556)
- Lorenzo Gambara, umanista italiano († 1585)
- Pier Francesco Giambullari, scrittore italiano († 1555)
- Gian Matteo Giberti, vescovo cattolico italiano († 1543)
- Juan Gil, teologo spagnolo († 1556)
- Henry Grey, IV conte di Kent, nobile inglese († 1562)
- Vincenzo Guerrieri Gonzaga, politico e condottiero italiano († 1563)
- Melchior Hoffmann, religioso tedesco († 1543)
- Asakura Kagetaka, militare giapponese († 1543)
- Antonio Labacco, architetto italiano († 1570)
- Giorgio Lapazaya, matematico e presbitero italiano († 1570)
- Hans Lufft, tipografo e editore tedesco († 1584)
- Ennio Massari Filonardi, vescovo cattolico italiano († 1565)
- Anne de Polignac, nobildonna francese († 1554)
- Scipione Sacco, pittore italiano († 1558)
- Diego de Siloé, architetto e scultore spagnolo († 1563)
- Girolamo Vivaldi, doge († 1577)
- Barbara Zápolya, sovrana († 1515)
- Matheo de Aranda, musicologo portoghese († 1548)
- Ferrante di Capua, nobile italiano († 1523)
- Alfonso di Castro, teologo spagnolo († 1558)
- Martin du Bellay, militare e storico francese († 1559)
- Hadim Mesih Pascià, politico ottomano († 1589)

## Morti

### Gennaio
- 1º gennaio - Mariano Biondi, francescano italiano
- 11 gennaio - Pedro González de Mendoza, cardinale e arcivescovo cattolico spagnolo (n. 1428)
- 21 gennaio - Maddalena di Valois, principessa (n. 1443)

### Febbraio
- 16 febbraio - William Stanley, nobile e militare britannico (n. 1435)
- 26 febbraio - Sigismondo di Bayreuth, nobile tedesco (n. 1468)

### Marzo
- 5 marzo - Federico III di Brunswick-Lüneburg, nobile tedesco

### Aprile
- 11 aprile - Angelo Carletti, francescano, letterato e umanista italiano (n. 1410)
- 12 aprile - Benedetto da Cingoli, poeta italiano

### Maggio
- 6 maggio - Roberto Caracciolo, francescano e vescovo cattolico italiano (n. 1425)
- 31 maggio - Cecily Neville, nobildonna inglese (n. 1415)

### Giugno
- 14 giugno - Vrancke van der Stockt, pittore fiammingo
- 20 giugno - Giorgio Natta, giurista italiano
- 28 giugno - Giovanni di Capua, condottiero italiano

### Luglio
- 6 luglio - Giovanni Maria Cauzzi, nobile e generale italiano
- 6 luglio - Ranuccio Farnese, condottiero italiano (n. 1456)
- 6 luglio - Rodolfo Gonzaga, condottiero italiano (n. 1452)
- 6 luglio - Roberto Guidi di Bagno, condottiero italiano
- 25 luglio - Francione, architetto e ingegnere militare italiano

### Agosto
- 15 agosto - Aimone Taparelli, presbitero italiano (n. 1398)
- 27 agosto - Maria Branković, nobile (n. 1466)
- 27 agosto - Giacomo Feo, nobile italiano

### Settembre
- 5 settembre - Agamennone Arcipreti, condottiero italiano
- 7 settembre - Alfonso II d'Avalos, condottiero italiano
- 18 settembre - Egas Cueman, scultore e architetto spagnolo

### Ottobre
- 2 ottobre - Francesco di Borbone-Vendôme, nobile francese (n. 1470)
- 6 ottobre - Ōuchi Masahiro, militare giapponese (n. 1446)
- 7 ottobre - Giacomo Trotti, nobile, diplomatico e ambasciatore italiano (n. 1423)
- 25 ottobre - Giovanni II del Portogallo, re (n. 1455)

### Novembre
- 8 novembre - Andrea Guazzalotti, medaglista italiano (n. 1435)
- 10 novembre - Dorotea di Brandeburgo-Kulmbach, regina (n. 1430)

### Dicembre
- 5 dicembre - Bartolomeo Fanti, monaco cristiano italiano
- 6 dicembre - Jacob Sprenger, teologo svizzero (n. 1436)
- 7 dicembre - Gabriel Biel, teologo e filosofo tedesco
- 8 dicembre - Antonio Alabanti, teologo italiano
- 15 dicembre - Giannotto Berardi, mercante italiano (n. 1457)
- 18 dicembre - Alfonso II di Napoli, sovrano italiano (n. 1448)

### Senza giorno specificato
- Daniele Birago, arcivescovo cattolico e umanista italiano
- Cleofe Borromeo Gabrielli, poetessa italiana (n. 1440)
- Carlo Crivelli, pittore italiano
- Filippo Eustachi, politico italiano (n. 1409)
- La Sen Thai, sovrano laotiano (n. 1462)
- David Lindsay, I duca di Montrose, politico scozzese (n. 1440)
- Vasino Malabayla, vescovo cattolico italiano
- Antonio Mantegazza, scultore italiano
- Matteo di Giovanni, pittore italiano
- Agostino Patrizi Piccolomini, vescovo cattolico italiano
- Sperandio Mantovano, medaglista e scultore italiano (n. 1425)
- Tinguaro
- Jasper Tudor, militare e nobile gallese (n. 1431)
- Cosmè Tura, pittore italiano
- Vlad IV Călugărul (n. 1425)
- Al-Himyari, geografo e viaggiatore berbero
- Bertrando di Beauvau, nobile e condottiero francese
- Jacopo da Pietrasanta, architetto, ingegnere e scultore italiano

## Calendario
| Calendario 1495 | Calendario 1495 | Calendario 1495 | Calendario 1495 | Calendario 1495 | Calendario 1495 | Calendario 1495 | Calendario 1495 | Calendario 1495 | Calendario 1495 | Calendario 1495 | Calendario 1495 | Calendario 1495 | Calendario 1495 | Calendario 1495 | Calendario 1495 | Calendario 1495 | Calendario 1495 | Calendario 1495 | Calendario 1495 | Calendario 1495 | Calendario 1495 | Calendario 1495 | Calendario 1495 | Calendario 1495 | Calendario 1495 | Calendario 1495 | Calendario 1495 | Calendario 1495 | Calendario 1495 | Calendario 1495 | Calendario 1495 | Calendario 1495 |
| --------------- | --------------- | --------------- | --------------- | --------------- | --------------- | --------------- | --------------- | --------------- | --------------- | --------------- | --------------- | --------------- | --------------- | --------------- | --------------- | --------------- | --------------- | --------------- | --------------- | --------------- | --------------- | --------------- | --------------- | --------------- | --------------- | --------------- | --------------- | --------------- | --------------- | --------------- | --------------- | --------------- |
|                 | 1               | 2               | 3               | 4               | 5               | 6               | 7               | 8               | 9               | 10              | 11              | 12              | 13              | 14              | 15              | 16              | 17              | 18              | 19              | 20              | 21              | 22              | 23              | 24              | 25              | 26              | 27              | 28              | 29              | 30              | 31              |                 |
| Gennaio         | Gi              | Ve              | Sa              | Do              | Lu              | Ma              | Me              | Gi              | Ve              | Sa              | Do              | Lu              | Ma              | Me              | Gi              | Ve              | Sa              | Do              | Lu              | Ma              | Me              | Gi              | Ve              | Sa              | Do              | Lu              | Ma              | Me              | Gi              | Ve              | Sa              |                 |
| Febbraio        | Do              | Lu              | Ma              | Me              | Gi              | Ve              | Sa              | Do              | Lu              | Ma              | Me              | Gi              | Ve              | Sa              | Do              | Lu              | Ma              | Me              | Gi              | Ve              | Sa              | Do              | Lu              | Ma              | Me              | Gi              | Ve              | Sa              |                 |                 |                 |                 |
| Marzo           | Do              | Lu              | Ma              | Me              | Gi              | Ve              | Sa              | Do              | Lu              | Ma              | Me              | Gi              | Ve              | Sa              | Do              | Lu              | Ma              | Me              | Gi              | Ve              | Sa              | Do              | Lu              | Ma              | Me              | Gi              | Ve              | Sa              | Do              | Lu              | Ma              |                 |
| Aprile          | Me              | Gi              | Ve              | Sa              | Do              | Lu              | Ma              | Me              | Gi              | Ve              | Sa              | Do              | Lu              | Ma              | Me              | Gi              | Ve              | Sa              | Do              | Lu              | Ma              | Me              | Gi              | Ve              | Sa              | Do              | Lu              | Ma              | Me              | Gi              |                 |                 |
| Maggio          | Ve              | Sa              | Do              | Lu              | Ma              | Me              | Gi              | Ve              | Sa              | Do              | Lu              | Ma              | Me              | Gi              | Ve              | Sa              | Do              | Lu              | Ma              | Me              | Gi              | Ve              | Sa              | Do              | Lu              | Ma              | Me              | Gi              | Ve              | Sa              | Do              |                 |
| Giugno          | Lu              | Ma              | Me              | Gi              | Ve              | Sa              | Do              | Lu              | Ma              | Me              | Gi              | Ve              | Sa              | Do              | Lu              | Ma              | Me              | Gi              | Ve              | Sa              | Do              | Lu              | Ma              | Me              | Gi              | Ve              | Sa              | Do              | Lu              | Ma              |                 |                 |
| Luglio          | Me              | Gi              | Ve              | Sa              | Do              | Lu              | Ma              | Me              | Gi              | Ve              | Sa              | Do              | Lu              | Ma              | Me              | Gi              | Ve              | Sa              | Do              | Lu              | Ma              | Me              | Gi              | Ve              | Sa              | Do              | Lu              | Ma              | Me              | Gi              | Ve              |                 |
| Agosto          | Sa              | Do              | Lu              | Ma              | Me              | Gi              | Ve              | Sa              | Do              | Lu              | Ma              | Me              | Gi              | Ve              | Sa              | Do              | Lu              | Ma              | Me              | Gi              | Ve              | Sa              | Do              | Lu              | Ma              | Me              | Gi              | Ve              | Sa              | Do              | Lu              |                 |
| Settembre       | Ma              | Me              | Gi              | Ve              | Sa              | Do              | Lu              | Ma              | Me              | Gi              | Ve              | Sa              | Do              | Lu              | Ma              | Me              | Gi              | Ve              | Sa              | Do              | Lu              | Ma              | Me              | Gi              | Ve              | Sa              | Do              | Lu              | Ma              | Me              |                 |                 |
| Ottobre         | Gi              | Ve              | Sa              | Do              | Lu              | Ma              | Me              | Gi              | Ve              | Sa              | Do              | Lu              | Ma              | Me              | Gi              | Ve              | Sa              | Do              | Lu              | Ma              | Me              | Gi              | Ve              | Sa              | Do              | Lu              | Ma              | Me              | Gi              | Ve              | Sa              |                 |
| Novembre        | Do              | Lu              | Ma              | Me              | Gi              | Ve              | Sa              | Do              | Lu              | Ma              | Me              | Gi              | Ve              | Sa              | Do              | Lu              | Ma              | Me              | Gi              | Ve              | Sa              | Do              | Lu              | Ma              | Me              | Gi              | Ve              | Sa              | Do              | Lu              |                 |                 |
| Dicembre        | Ma              | Me              | Gi              | Ve              | Sa              | Do              | Lu              | Ma              | Me              | Gi              | Ve              | Sa              | Do              | Lu              | Ma              | Me              | Gi              | Ve              | Sa              | Do              | Lu              | Ma              | Me              | Gi              | Ve              | Sa              | Do              | Lu              | Ma              | Me              | Gi              |                 |